# Липове (Лубенський район)
Ли́пове —  село в Україні,  у Чорнухинській селищній громаді Лубенського району Полтавської області. Населення становить 48 осіб. До 2018 орган місцевого самоврядування — Кізлівська сільська рада.

## Географія
Село Липове знаходиться на правому березі річки Многа, вище за течією на відстані 1 км розташоване село Луговики, нижче за течією на відстані 1,5 км розташоване село Кізлівка. Поруч проходить автомобільна дорога Р60.